# Nu en photographie
 (octobre 2016).
 (juillet 2018).

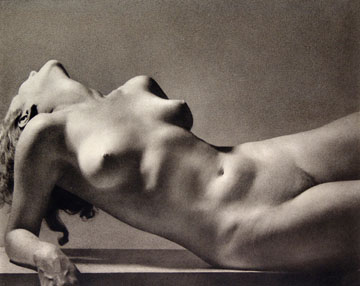
Rudolf Koppitz, 1927, Étude de nu féminin

La photographie de nu est un genre de photographie représentant un ou plusieurs corps humains dévêtus.
Elle a été pratiquée dès que la photographie à ses débuts a été suffisamment sensible pour photographier un corps vivant.
Comme tous les genres impliquant la nudité, elle est souvent associée à l'érotisme.
Le genre du nu n'inclut pas, sauf présentation particulière, les nudités photographiées en tant que document dans une spécialité comme la médecine ou l'anthropologie ou la pornographie.
De nombreux photographes se sont fait connaître par leur traitement du nu dans de nombreux pays.

## Généralités
La photographie de nu est, à côté d’autres genres comme la photographie de paysage ou le portrait photographique, une spécialité pour les photographes dont le sujet est le corps humain dévêtu, masculin ou féminin, seul, en couple, en groupe, posant ou pratiquant une activité.
Une photographie de nu cadre un corps entier ou une partie de corps, la peau découverte là où elle est habituellement cachée selon les coutumes du spectateur, et n'a pas d'autre but que cette représentation.
Un ensemble de facteurs divergents : la révolution sexuelle, la banalisation de la semi-nudité à la plage, le féminisme, la photographie numérique, ont modifié totalement son paradigme dans la seconde moitié du XXe siècle[réf. nécessaire].
Sa pratique, en studio ou en extérieur, fait l'objet d'un grand nombre de publications didactiques.
Les premiers photographes, la plupart aussi artistes peintres ou dessinateurs, ont photographié des nus. Depuis le milieu du XXe siècle, certains des plus célèbres photographes mondiaux ont produit de la photographie de nu soit occasionnellement à côté de la photographie de mode ou du portrait comme Helmut Newton ou Jeanloup Sieff, soit exclusivement comme David Hamilton[réf. nécessaire].

## Histoire

### Débuts

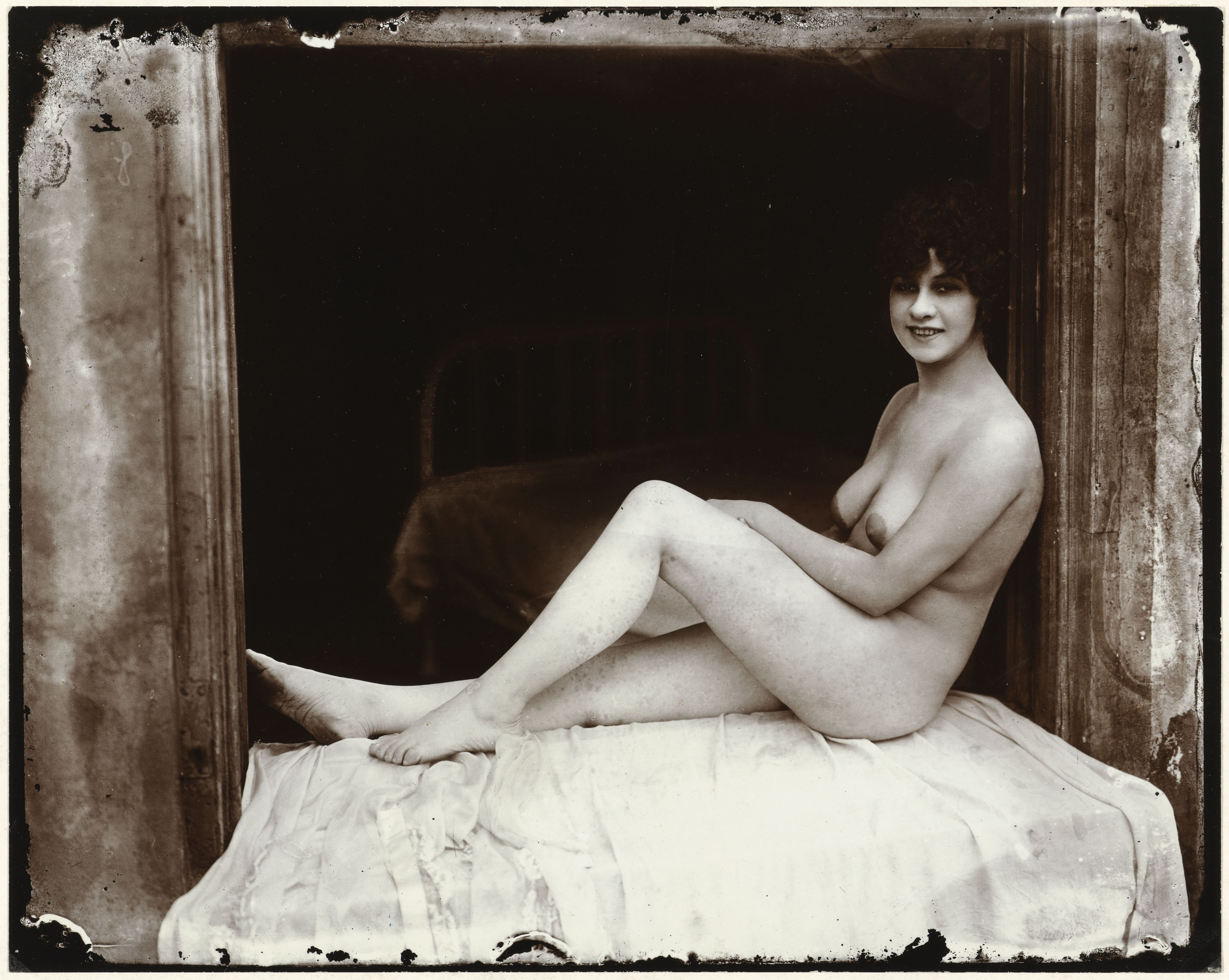
Nu du début du XX par Ernest J. Bellocq.

Les premiers daguerréotypes de nu académique, érotique et pornographique, datent de l'invention même de la photographie.
Au XIXe siècle, de nombreux artistes et les cours d'anatomie artistique de l'École des beaux arts de Paris, comme ses homologues à Londres et dans d'autres pays utilisent la photographie comme un nouveau moyen d'étudier un modèle. La chronophotographie de sujets nus par Eadweard Muybridge et Albert Londe sert aussi à étudier le mouvement et l'action musculaire, que l'art académique entend représenter avec exactitude. Ces photographies ne sortent pas des ateliers ; les artistes les considèrent comme des documents, et non des réalisations artistiques.
En 1853, les études d'après nature représentent environ 40 % de la production photographique[réf. nécessaire]. Le musée d'Orsay possède des photographies de nus sur lesquels ont été tracés des carrés destinés à guider la reproduction et l'agrandissement de l'image sur une toile (mise au carreau)[réf. nécessaire]. Par son réalisme authentifié, la photographie ouvre un champ nouveau à la représentation et ne connaît pas véritablement de tabou car, si elle montre un corps qui a bien été là, en face de l'objectif, elle crée, comme les autres arts graphiques, en même temps une distance entre le sujet et celui qui le regarde, distance qui permet toutes les audaces[réf. nécessaire]. Mais si les moralistes s'accommodent du dessin de nu, comme nécessité pour l'apprentissage par les artistes et comme représentation idéalisée, ils réprouvent la photographie de nu :

« Le nu, fond nécessaire des arts du dessin, de la sculpture et de la peinture, serait, en photographie, inavouable. »

Cependant, à la même époque, se diffusent des photographies érotiques et à partir de leur invention en 1851, des images stéréoscopiques qui renchérissent, avec l'illusion du relief, sur le réalisme photographique. La vue stéréoscopique érotique devient une industrie[réf. nécessaire]. On peut alors s'en procurer partout en quantité et la censure freine seulement la production qui s'écoule par des circuits parallèles[réf. nécessaire].
Émile Bayard publie à Paris à partir d'octobre 1902 Le Nu esthétique, une série mensuelle de fascicules où il met en scène des hommes et des femmes en de véritables tableaux photographiques. Deux ans plus tard, Amédée Vignola lance L'Étude académique, avec exclusivement des nus féminins, sur le même terrain où la tradition académique du nu soutient l'art photographique. Ils sont suivis par plusieurs autres revues sur le même programme qu'expose Frédéric Dillaye dès 1903 : la réalisation, en photographie, de l'esthétique dominante, telle que définie par l'Académie des beaux-arts. Les revues ne traitent cependant pas les photographies comme des œuvres d'art. Elles sont anonymes, et le texte indique qu'elles sont destinées à suppléer, pour les artistes, les modèles vivants.

### Acceptation du nu photographique
Dès les premières années du XXe siècle des photographes exposent leur nus, dans leurs ateliers.
Après la Première Guerre mondiale, la photographie de nu s'expose avec des noms d'auteur au même titre que les autres genres photographiques. La distinction difficile à définir entre le nu, idéal, et le déshabillé, sensuel et condamnable reste la base de l'argumentaire des photographes de nu recherchant l'approbation de la société.
En 1933, Daniel Masclet organise une exposition de nu photographique avec la participation de Man Ray, Jean Moral, Laure Albin-Guillot, František Drtikol, László Moholy-Nagy, Adolf de Meyer et autres, dont il publie le catalogue illustré sous le titre Nus - La beauté de la femme.

### Diffusion de masse
Dans la seconde moitié du XXe siècle, le nu en photographie connaît une diffusion importante liée aux médias de masse, souvent liée à l'érotisme. David Hamilton est notamment connu pour ses mises en scène éthérées de corps nus d'adolescentes, couleur et noir et blanc.

## Nu photographique contemporain
Le développement de la pornographie a aussi inspiré des artistes. C'est le cas de Jeff Koons qui réalisera plusieurs œuvres de sa série Made in Heaven (en) le représentant avec sa compagne la Cicciolina dans des scènes sexuelles.
L'Américain Spencer Tunick a pris quant à lui le parti de photographier des masses de corps nus, mettant en scène de façon spectaculaire des groupes de plusieurs milliers de personnes nues, volontaires, dans des endroits publics.
Les mises en scène de Joel-Peter Witkin, où interviennent des personnages bizarres, handicapés ou surpondérés, sont une réinterprétation gothique contemporaine du nu[réf. nécessaire]. Un photographe comme le Finlandais Arno Rafael Minkkinen photographie son corps nu qu'il met en scène dans des paysages de son pays natal, réinventant l'autoportrait[réf. nécessaire] après Cindy Sherman.
La publicité utilise la photographie de nu lors de campagnes pour des produits en lien avec la nudité (campagnes « Leçons de séduction » pour la marque de lingerie Aubade), mais également pour des produits parfois plus éloignés (campagne « Le fruit nu » de Joker). Elles peuvent être aussi basées sur l'aspect vaguement transgresseur du nu pour des campagnes d'aguichage comme celle d'Avenir publicité en 1981 où une baigneuse se dénude en trois images.
Pour éviter d'être amalgamée à la pornographie, la photo de nu doit se limiter à une représentation subtile et épurée du corps humain. Le photographe français Jean-Christophe Destailleur affirme « Le nu est un thème photographique particulièrement délicat, la moindre imperfection pouvant susciter l’opprobre et l’anathème à l’encontre du photographe. Tout doit donc être parfait : l’expression, la pose, la composition, l’angle de vue, l’éclairage… Un beau nu doit être esthétique et émouvant, dénué de toute connotation sexuelle ou vulgarité. C’est ce qui rend l’exercice si passionnant, artistiquement et intellectuellement parlant[réf. souhaitée] ».
Le Festival européen de la photo de nu, qui se tient tous les ans, à Arles en France, est la plus importante manifestation consacrée à ce genre photographique en Europe[réf. nécessaire]. De nombreuses expositions de photographes de nu sont accessibles au public.
Paris Photo 2018 accueillera une section « Photographie érotique ».

## Nu masculin

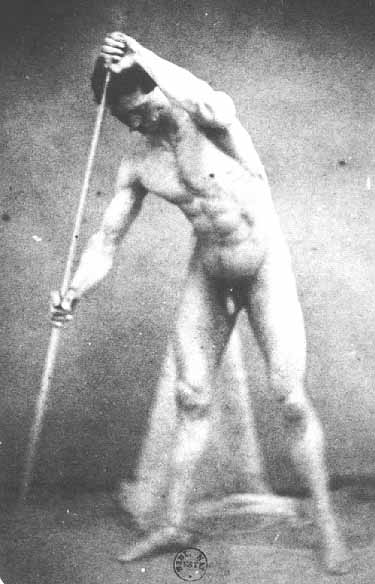
Nu masculin debout (vers 1855), étude pour Eugène Delacroix.

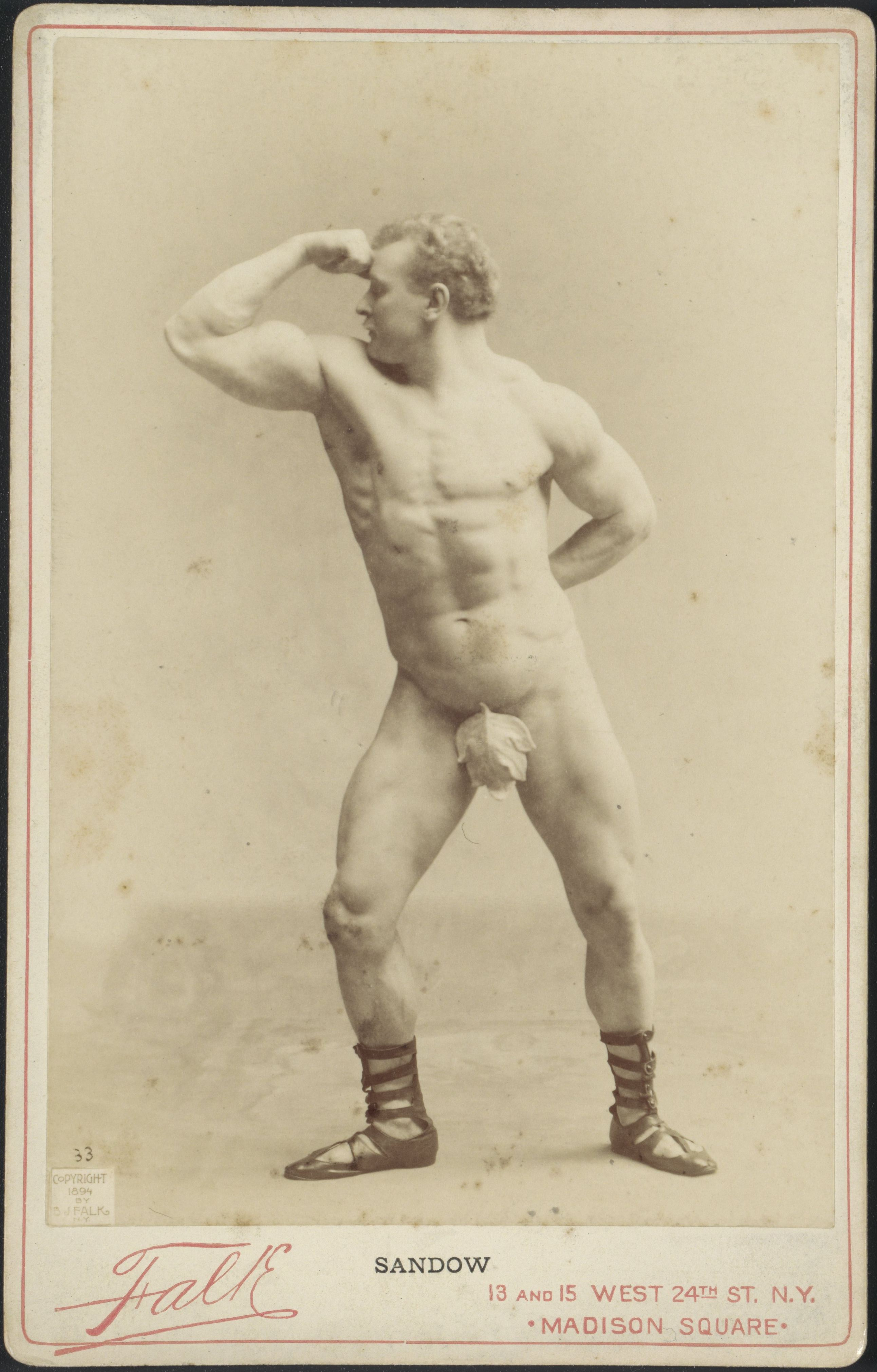
Sandow (1894), portrait carte-de-visite, studio Benjamin Joseph Falk (Madison Square, New York).

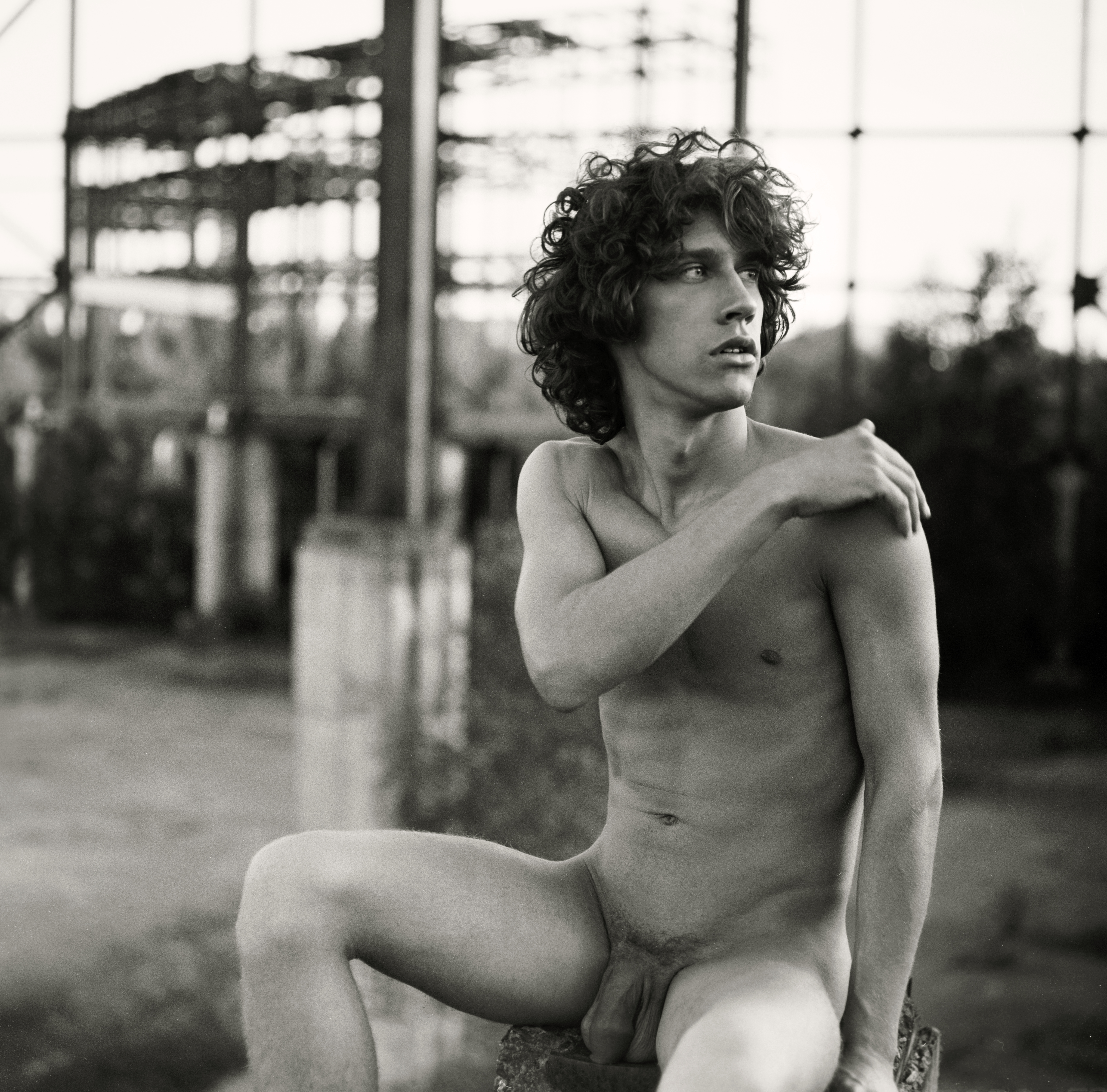
Photographie contemporaine (2011) de nu par Alexander Kargaltsev.

Le nu masculin en photographie apparaît dès les débuts du développement du médium avec des pionniers comme Eugène Durieu (années 1850), Alfred Le Petit (autoportraits nus, fin des années 1860), Albert Londe et Eadweard Muybridge (années 1880), Thomas Eakins (années 1880-1890). Ces premiers travaux s'inscrivent dans la perspective de l'étude anatomique et du mouvement, à des fins soit artistiques soit médicales et scientifiques. Le tabou du corps masculin photographié nu reste dominant dans la société de cette époque.
Fin du XIXe siècle, en pleine période pictorialiste, des photographes comme l'Américain Fred Holland Day, mettent en scène le corps nu masculin dans des postures naturalistes, voire mystiques. Wilhelm von Gloeden, Guglielmo Plüschow et Vincenzo Galdi, saisissent leurs modèles en extérieur, en Sicile ou en Afrique du Nord, privilégiant des portraits d'adolescents dans des scène de genre inspirées d'une antiquité grecque fantasmée et d'un orientalisme sublimé.
Durant cette même période, l'anatomisme débouche sur une fascination pour les représentations du corps masculin athlétique, à l'exemple du culturiste Eugen Sandow, dont les images se multiplient, tandis que se développe le naturisme.
Cet anatomisme athlétique hygiéniste devient progressivement un prétexte pour exhiber du nu masculin, phénomène qui s'accentue durant l'entre-deux-guerres, en même temps qu'une subculture homosexuelle déjà parfaitement identifiée par Magnus Hirschfeld : en témoignent les athlètes nus de Kurt Reichert (1906-1976) et Edwin F. Townsend (1879-1948). Au même moment, apparaissent les nus esthétisants et sophistiqués de Man Ray, Laure Albin-Guillot, Cecil Beaton, George Platt Lynes, Herbert List, Angus McBean (en) ou de Raymond Voinquel, qui montrent également des sujets plus virils et musclés. La plupart de ces clichés ne sont pas révélés au grand-public (comme par exemple ceux d'Imogen Cunningham).
Après 1945, le marché des magazines culturistes explose, d'abord aux États-Unis. Un photographe comme Bruce Bellas (en) (signant « Bruce of Los Angeles ») va faire des émules ; l'éditeur Bob Mizer subit la censure jusqu'au début des années 1960. Le tabou du nu masculin photographié est brisé au moment du Flower Power : exhibition ne rime plus avec obscène, mais avec libération du corps. La mode — suivie par la publicité — donne l'élan avec par exemple Jean-François Bauret (Sélimaille, 1967) ou Jeanloup Sieff photographiant Yves-Saint-Laurent nu en 1970. Un magazine comme Playgirl lancé en 1973, cible un public féminin. L'exposition de nus masculins à la Marcuse Pfeiffer Gallery de New York en 1978 constitue un tournant critique sur le plan esthétique, avec l'affirmation de photographes comme Robert Mapplethorpe, Herb Ritts, Francesco Scavullo et Bruce Weber. 
Dans les années 1990, la nudité frontale masculine est partout.
Dans les années 2000, des photographies de nus d'athlètes, ainsi que de pompiers, ont servi de support à des calendriers soutenant des campagnes humanitaires. À l'image des Chippendales et des spectacles de striptease masculin, c'est le sujet du film britannique de 1997, The Full Monty.

## Technique de la photographie de nu
De nombreux ouvrages guident le débutant dans la photographie de nu.

## Photographes de nu

### Par époque

#### XIXesiècle(1840-1914)
- Jean Agélou
- Auguste Belloc
- Anne Brigman[38]
- Josep Maria Cañellas
- Eugène Durieu
- Félix-Jacques Moulin

#### XXesiècle(première moitié) (1919-1990)
- Lucien Lorelle
- Madame Yevonde
- Nobuyoshi Araki
- Jacques Bourboulon
- Bill Brandt
- Lucien Clergue
- Francis Giacobetti
- Peter Hujar
- Irina Ionesco
- Robert Mapplethorpe
- Pierre Molinier
- Kishin Shinoyama
- Jeanloup Sieff
- Will McBride

#### XXIesiècle(de 1991 à aujourd'hui)
- Ren Hang[39]
- Holly Randall
- Dani Olivier

### Par pays

#### Allemagne

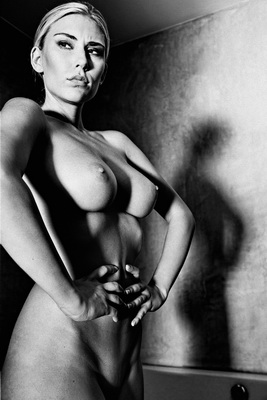
Hommage à Helmut Newton par Adolf Zika.

- Wilhelm von Gloeden
- Helmut Newton

#### Chine
- Ren Hang

#### États-Unis
- Anne Brigman
- Martha Cooper
- Alice Kandell
- George Dureau
- Maria Eisner
- Richard Fegley
- Rose-Lynn Fisher
- Peter Hujar
- Belle Johnson
- Frances Benjamin Johnston
- Alfred Cheney Johnston
- Dorothea Lange
- Vivian Maier
- Sally Mann
- Robert Mapplethorpe
- Susan Meiselas
- Will McBride
- Lisette Model
- Pompeo Posar
- Herb Ritts
- Marilyn Silverstone
- Dayna Smith
- Ming Smith
- Laurie Simmons
- Jock Sturges
- Spencer Tunick
- Stephen Wayda
- Hannah Wilke
- Joel-Peter Witkin

#### Finlande
- Arno Rafael Minkkinen

#### France

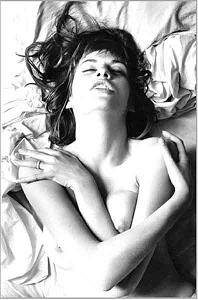
Jean-Louis Swiners, Anya (1962), Exposition mondiale de la photographie, no 219

- Jean Agélou
- Laure Albin Guillot
- Valérie Belin
- Auguste Belloc
- Denise Bellon
- Agnès Bonnot
- Yaël Boon
- Alexandra Boulat
- Jacques Bourboulon
- Josep Maria Cañellas
- Lucien Clergue
- Francis Giacobetti
- Irina Ionesco
- Pierre Molinier
- Christophe Mourthé
- Dani Olivier
- Bernard Plossu
- Jeanloup Sieff
- Jean-Louis Swiners
- Maurice Tabard
- Jean-Loup Trassard
- Jean Turco

#### Italie

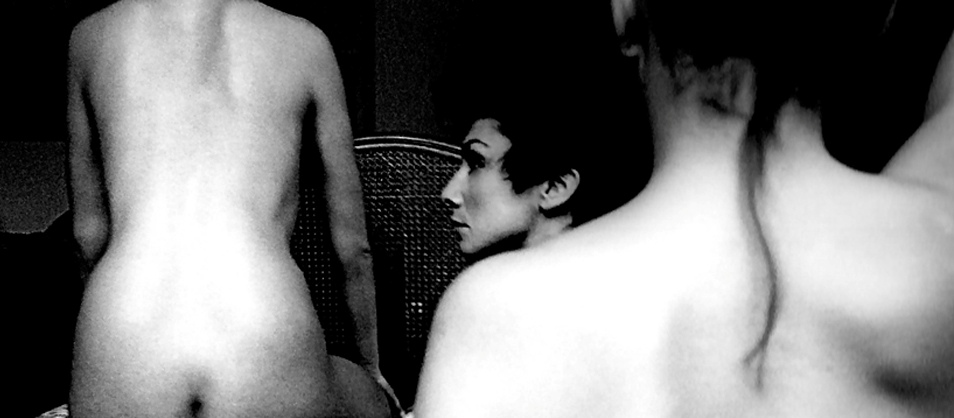
Augusto De Luca: Nudes, 1980.

- Augusto De Luca
- Paolo Roversi

#### Japon
- Nobuyoshi Araki
- Kishin Shinoyama

#### Pays-Bas
- Kiki Lamers

#### République tchèque
- Rudolf Koppitz
- Jan Saudek
- Adolf Zika (en)

#### Royaume-Uni
- Bill Brandt
- David Hamilton
- Madame Yevonde

## Croisement époques/pays des photographes de nu
| .                  | XIXe 1840 - ± 1916                                            | XXe / 1 ±1916 - ± 1942               | XXe / 2 ± 1945 - 1990                                                                           | XXIe / 1 1990 - 2020             |
| ------------------ | ------------------------------------------------------------- | ------------------------------------ | ----------------------------------------------------------------------------------------------- | -------------------------------- |
| Allemagne          | Wilhelm von Gloeden                                           |                                      |                                                                                                 |                                  |
| Chine              |                                                               |                                      |                                                                                                 | Ren Hang                         |
| États-Unis         | Anne Brigman                                                  | Alfred Cheney Johnston Edward Weston | Richard Fegley Sally Mann Robert Mapplethorpe Will McBride Pompeo Posar Herb Ritts Jock Sturges | Spencer Tunick Joel-Peter Witkin |
| Finlande           |                                                               |                                      |                                                                                                 |                                  |
| France             | Jean Agélou Auguste Belloc Josep Maria Cañellas Eugène Durieu | Lucien Lorelle                       | Jacques Bourboulon Irina Ionesco Pierre Molinier                                                | Dani Olivier                     |
| Italie             |                                                               |                                      |                                                                                                 |                                  |
| Japon              |                                                               | Nobuyoshi Araki                      | Kishin Shinoyama                                                                                |                                  |
| Pays-Bas           |                                                               |                                      |                                                                                                 |                                  |
| République tchèque |                                                               |                                      | Jan Saudek                                                                                      |                                  |
| Royaume-Uni        |                                                               | Madame Yevonde                       | Bill Brandt David Hamilton                                                                      |                                  |